# Lijst van Nederlandse ministers van Eredienst
Dit is een lijst van Nederlandse ministers van Eredienst. 

## Minister van Zaken der rooms-katholieke Eredienst
Deze minister stond, met tussenpozen, van 1815 tot 1868 aan het hoofd van het ministerie van Zaken der rooms-katholieke Eredienst.

### Bewindslieden sinds 1848
Sinds 1848 hebben onderstaande personen dit ambt in Nederland vervuld:
| Kabinet                                      | Periode   | Minister                                                                                    |
| -------------------------------------------- | --------- | ------------------------------------------------------------------------------------------- |
| kabinet-Van Bosse-Fock                       | 1868-1871 | Franciscus Gerardus Reinierdus Hubertus van Lilaar (1868)                                   |
| kabinet-Van Zuylen van Nijevelt              | 1866-1868 | Aloysius Franciscus Xaverius Luyben (1868)                                                  |
| kabinet-Fransen van de Putte                 | 1866      | -                                                                                           |
| kabinet-Thorbecke II                         | 1862-1866 | Karel Adrianus Meeussen (1862)                                                              |
| kabinet-Van Zuylen van Nijevelt-Van Heemstra | 1861-1862 | Martin Pascal Hubert Strens                                                                 |
| kabinet-Van Hall-Van Heemstra                | 1860-1861 | Jacobus Arnoldus Mutsaers                                                                   |
| kabinet-Rochussen                            | 1858-1860 | Joannes Wilhelmus van Romunde                                                               |
| kabinet-Van der Brugghen                     | 1856-1858 | Joannes Wilhelmus van Romunde                                                               |
| kabinet-Van Hall-Donker Curtius              | 1853-1856 | Leonardus Antonius Lightenvelt / Floris Adriaan van Hall (a.i.) / Jacobus Arnoldus Mutsaers |
| kabinet-Thorbecke I                          | 1849-1853 | Herman van Sonsbeeck / Martin Pascal Hubert Strens                                          |
| kabinet-De Kempenaer-Donker Curtius          | 1848-1849 | Leonardus Antonius Lightenvelt (a.i.) / Jacobus Arnoldus Mutsaers                           |
| kabinet-Schimmelpenninck                     | 1848      | Leonardus Antonius Lightenvelt                                                              |

### Onder koning Willem II 1840-1848
- Jan Baptist van Son van 21 augustus 1845 tot 25 maart 1848
- Jan Baptist van Son a.i., van 16 december 1844 tot 21 augustus 1845
- Joannes Cornelis Willemse a.i., van 24 november 1844 tot 15 januari 1845
- François Joseph Marie Thérèse baron de Pélichy de Lichtervelde van 18 oktober 1843 tot 24 november 1844

### Onder koning Willem I 1814-1840
- Melchior Joseph François Ghislain baron Goubau d'Hovorst van 16 september 1815 tot 1 augustus 1826

## Minister van Zaken van de Hervormde en andere Erediensten, behalve die der rooms-katholieke
Deze minister stond, met tussenpozen, van 1815 tot 1868 aan het hoofd van het Ministerie van Zaken van de Hervormde en andere Erediensten, behalve die der rooms-katholieke.

### Bewindslieden sinds 1848
Sinds 1848 hebben onderstaande personen dit ambt in Nederland vervuld:
| Kabinet                                      | Periode   | Minister                                                                         |
| -------------------------------------------- | --------- | -------------------------------------------------------------------------------- |
| kabinet-Van Bosse-Fock                       | 1868-1871 | Pieter Philip van Bosse (1868)                                                   |
| kabinet-Van Zuylen van Nijevelt              | 1866-1868 | Theo baron van Lynden van Sandenburg (1868)                                      |
| kabinet-Fransen van de Putte                 | 1866      | Carolus Joannes Pické                                                            |
| kabinet-Thorbecke II                         | 1862-1866 | Jolle Albertus Jolles (1862)                                                     |
| kabinet-Van Zuylen van Nijevelt-Van Heemstra | 1861-1862 | Jolle Albertus Jolles                                                            |
| kabinet-Van Hall-Van Heemstra                | 1860-1861 | Johannes Bosscha sr.                                                             |
| kabinet-Rochussen                            | 1858-1860 | Cornelis Hendrik Boudewijn Boot / Johannes Bosscha sr.                           |
| kabinet-Van der Brugghen                     | 1856-1858 | Anthony Gerhard Alexander ridder van Rappard / Meindert Wiardi Beckman           |
| kabinet-Van Hall-Donker Curtius              | 1853-1856 | Elisa Cornelis Unico van Doorn / Anthony Gerhard Alexander ridder van Rappard    |
| kabinet-Thorbecke I                          | 1849-1853 | Johan Theodoor Hendrik Nedermeyer ridder van Rosenthal / Pieter Philip van Bosse |
| kabinet-De Kempenaer-Donker Curtius          | 1848-1849 | Schelto baron van Heemstra a.i.                                                  |
| kabinet-Schimmelpenninck                     | 1848      | Lodewijk Caspar Luzac / Schelto baron van Heemstra a.i.                          |

### Onder koning Willem II 1840-1848
- Hugo baron van Zuylen van Nijevelt, van 1 maart 1842 tot 25 maart 1848
- Frederik Willem Floris Theodorus baron van Pallandt van Keppel, van 7 oktober 1840 tot 1 maart 1841

### Onder koning Willem I 1814-1840
- Frederik Willem Floris Theodorus baron van Pallandt van Keppel, van 19 maart 1818 tot 7 oktober 1840

## Minister van Eredienst
Ten tijde van de Franse overheersing was er nog geen sprake van een verschil tussen de katholieke en andere erediensten.

### Regering onder Lodewijk Napoleon (1806-1810)
- Minister van Eredienst en Binnenlandse Zaken
  - Godert Alexander Gerard Philip baron van der Capellen, van 27 mei 1809 tot 1 januari 1811
- Minister van Erediensten
  - Johan Hendrik baron Mollerus, van 17 mei 1808 tot 27 mei 1809

Minister-president · Algemene Zaken · Asiel en Migratie · Binnenlandse Zaken en Koninkrijksrelaties · Buitenlandse Zaken · Defensie · Economische Zaken · Financiën · Infrastructuur en Waterstaat · Justitie · Klimaat en Groene Groei · Landbouw, Visserij, Voedselzekerheid en Natuur · Onderwijs, Cultuur en Wetenschap · Sociale Zaken en Werkgelegenheid · Volksgezondheid, Welzijn en Sport · Volkshuisvesting en Ruimtelijke Ordening · zonder portefeuille

Voormalige ministeries: 

Eredienst